# Borough municipal
 (signalé en juillet 2025).
Si vous disposez d'ouvrages ou d'articles de référence ou si vous connaissez des sites web de qualité traitant du thème abordé ici, merci de compléter l'article en donnant les références utiles à sa vérifiabilité et en les liant à la section « Notes et références ».
- Archive Wikiwix
- Bing
- Cairn
- DuckDuckGo
- E. Universalis
- Gallica
- Google
- G. Books
- G. News
- G. Scholar
- Persée
- Qwant
- (zh) Baidu
- (ru) Yandex
- (wd) trouver des œuvres sur Wikidata

Pour les articles homonymes, voir Borough (homonymie).
Dans les îles Britanniques, un borough municipal (municipal borough en anglais), généralement simplifié en borough, est un échelon territorial ayant existé entre le milieu du XIXe et le début du XXIe siècle.
De même niveau qu’un district rural (en) ou bien d’un urbain (en), ce maillage inférieur d’administration locale est érigé en 1835 en Angleterre et pays de Galles et en 1840 en Irlande. Il fait partie, à partir de la fin du XIXe siècle, d’un territoire plus vaste, appelé comté administratif. À la suite de diverses réformes de gouvernement local, il est d’abord aboli en Grande-Bretagne en 1972, puis, en Irlande-du-Nord en 1973, et enfin, en Irlande en 2002.
Il constitue une structure analogue à celle du burgh royal, entité territoriale opérationnelle entre 1833 et 1975 en Écosse.